# Kōtarō Tokunaga
Kōtarō Tokunaga (japanisch 徳永 晃太郎 Tokunaga Kōtarō; * 10. November 1996 in der Präfektur Osaka) ist ein japanischer Fußballspieler.

## Karriere
Tokunaga erlernte das Fußballspielen in der Schulmannschaft der Rissho University Shonan High School und der Universitätsmannschaft der Momoyama-Gakuin-Universität. Seinen ersten Vertrag unterschrieb er 2019 bei Azul Claro Numazu. Der Verein aus Numazu spielte in der dritten japanischen Liga, der J3 League.